# Jalen Ramsey
Jalen Ramsey (Smyrna, 24 ottobre 1994) è un giocatore di football americano statunitense che milita nel ruolo di cornerback per i Pittsburgh Steelers della National Football League (NFL).

## Carriera universitaria
Ramsey al college giocò con i Florida State Seminoles dal 2013 al 2015. Nella prima stagione disputò tutte le 14 partite come titolare, il primo debuttante dei Seminoles a riuscirvi da Deion Sanders nel 1985. Ramsey scelse il numero di maglia 17, un numero ritirato in onore dell'ex stella Charlie Ward, che diede al giocatore il proprio permesso di utilizzarlo. La sua annata si concluse con 49 tackle, un intercetto e sack, vincendo il titolo NCAA. Nella sua seconda annata, Ramsey disputò 14 partite, con 2 intercetti, 12 passaggi deviati, 3 fumble forzati, 2 sack e 80 tackle. Dopo la stagione 2015, decise di rendersi eleggibile per il Draft 2016.

## Carriera professionistica

### Jacksonville Jaguars
All'inizio del mese di marzo 2016, Ramsey era pronosticato da alcuni analisti per essere una delle prime tre scelte del Draft NFL 2016. Il 29 aprile 2016 fu chiamato come quinto assoluto dai Jacksonville Jaguars. Debuttò come professionista partendo come titolare nella gara del primo turno persa contro i Green Bay Packers in cui mise a segno 3 tackle. Nel quindicesimo turno fece registrare il primo intercetto in carriera ai danni di Brock Osweiler degli Houston Texans, oltre a ben 5 passaggi deviati e un fumble forzato. Sette giorni dopo ritornò il primo intercetto in touchdown nella vittoria sui Tennessee Titans, oltre a 4 tackle e 4 passaggi deviati che gli valsero il premio di miglior difensore della AFC della settimana. A fine stagione fu inserito nella formazione ideale dei rookie dalla Pro Football Writers of America.
Il primo intercetto della sua seconda stagione, Ramsey lo mise a segno nella gara del terzo turno vinta a Londra contro i Baltimore Ravens. Nel nono turno fu espulso per una rissa col wide receiver dei Cincinnati Bengals A.J. Green. A fine stagione fu convocato per il suo primo Pro Bowl e inserito nel First-team All-Pro. L'8 gennaio 2018, nella prima gara di playoff in carriera, sigillò la vittoria dei Jaguars con un intercetto su Nathan Peterman dei Buffalo Bills nell'ultimo minuto di gioco.
Nel 2018 i Jaguars, dopo i successi dell'anno precedente, disputarono una stagione deludente, ma Ramsey fu comunque convocato per il suo secondo Pro Bowl dopo avere messo a segno 65 placcaggi e 3 intercetti.

### Los Angeles Rams
Il 15 ottobre 2019, Ramsey fu scambiato con i Los Angeles Rams per una scelta del primo giro del draft 2020, una del primo giro del 2021 e una del quinto giro del 2021. A fine stagione fu convocato per il suo terzo Pro Bowl dopo avere messo a segno 50 tackle, un intercetto e un fumble forzati. Il 9 settembre 2020 firmò un rinnovo contrattuale quinquennale del valore di 105 milioni di dollari. A fine anno fu convocato per il suo quarto Pro Bowl (non disputato a causa della pandemia di COVID-19) e venne inserito nel First Team All-Pro.
Nel 2021 Ramsey fu convocato per il suo quinto Pro Bowl e inserito nel First-team All-Pro dopo un nuovo primato personale di 77 tackle e 4 intercetti. Il 13 febbraio 2022 scese in campo nel Super Bowl LVI vinto contro i Cincinnati Bengals 23-20, mettendo a segno 4 tackle e conquistando il suo primo titolo.
Malgrado un'annata non al livello delle precedenti, nel 2022 Ramsey fu convocato per il suo sesto Pro Bowl al posto di Darius Slay, impegnato nel Super Bowl LVII. 

### Miami Dolphins
Il 12 marzo 2023 Ramsey fu scambiato con i Miami Dolphins in cambio di una scelta del terzo giro del Draft NFL 2023 e Hunter Long. Nella pre-stagione subì un infortunio a un menisco che gli fece perdere le prime sette partite. Tornó in campo nell'ottavo turno facendo subito registrare un intercetto che ritornó per 49 yard nella vittoria sui Patriots. Nell'undicesimo turno fece registrare due intercetti sul rookie Aidan O'Connell nella vittoria sui Raiders, venendo premiato come difensore della AFC della settimana. A fine stagione fu convocato per il suo settimo Pro Bowl dopo avere fatto registrare 22 placcaggi, 3 intercetti e 5 passaggi deviati in 10 presenze, tutte come titolare.
Il 6 settembre 2024 Ramsey firmò un'estensione contrattuale di tre anni per 72,3 milioni di dollari, diventando così il cornerback più pagato della lega.

### Pittsburgh Steelers
Il 30 giugno 2025 Ramsey fu scambiato con i Pittsburgh Steelers.

## Palmarès

### Franchigia
- Super Bowl : 1

Los Angeles Rams: LVI
- National Football Conference Championship: 1

Los Angeles Rams: 2021

### Individuale
- Convocazioni al Pro Bowl: 7

2017, 2018, 2019, 2020, 2021, 2022, 2023
- First-team All-Pro: 3

2017, 2020, 2021
- Difensore della AFC della settimana: 2

16ª del 2016, 11ª del 2023
- PFWA All-Rookie Team - 2016